# Pleite
Pleite bezeichnet umgangssprachlich die Zahlungsunfähigkeit (Insolvenz) oder Bankrott einer Person oder eines Unternehmens, besonders in den festen Wendungen „Pleite machen“ (hier als Substantiv), „pleite gehen“ und „pleite sein“ (hier adjektivisch), in einem allgemeineren Sinne bisweilen auch so viel wie „Misserfolg, Niederlage, Reinfall“.
Von der Pleite abgeleitet ist der Pleitegeier als sprichwörtliches Sinnbild für den Konkurs sowie die spöttische Bezeichnung Pleitier für einen insolventen Geschäftsmann.

## Etymologie
Das Wort Pleite stellt eine Entlehnung aus dem Jiddischen dar; über das Rotwelsche, also der mit vielen jiddischen Wörtern gespickten Geheim- bzw. Sondersprache der Fahrenden, Bettler und anderer sozialer Randgruppen, gelangte es gegen Mitte des 19. Jahrhunderts ins Berlinerische und verbreitete sich von hier rasch im gesamten deutschen Sprachraum. Zugrunde liegt jiddisch פּלטה (plejte), das eigentlich „Flucht“ bedeutet, und letztlich hebräisch פְּלֵטָה (pəlēṭā), „Flucht, Entkommen, Entrinnen aus einer Notlage“. Der Bedeutungswandel erklärt sich dadurch, dass die Redensart plejte makhen bzw. plejte gejen im Jiddischen zunächst nicht die Zahlungsunfähigkeit an sich bezeichnete, sondern die Flucht eines Schuldners, der sich seinen Gläubigern (oder der Schuldhaft) zu entziehen sucht; auch im Rotwelschen bedeutete Blade machen (für das 18. Jahrhundert bezeugt) noch so viel wie „fliehen, sich aus dem Staub machen.“ Im Niederländischen, das das Wort ebenfalls aus dem Jiddischen entlehnte, hat sich diese ältere Bedeutung behauptet; pleite bedeutet hier zumeist schlicht „weg, fort“, gerade auch in den Wendungen pleite gaan und pleite maken „fortgehen, weglaufen, sich verdrücken“, während der Wortsinn „bankrott“ zunehmend ungebräuchlich ist. Im Deutschen mag sich diese ursprüngliche Bedeutung in der bereits seit dem 16. Jahrhundert bezeugten Redensart „flöten gehen“ („abhandenkommen, verloren gehen“) erhalten haben, das sich einer Hypothese zufolge ebenfalls von hebr. פְּלֵטָה herleiten soll.
Der „Pleitegeier“ als Sinnbild des Bankrotts wurde bereits vor 1900 sprichwörtlich und stellt eine Verballhornung des jiddischen plejte gejer dar, das wortwörtlich schlicht „Pleite-Geher“ bedeutet, also ursprünglich nichts mit Geiern zu tun hat. Die volksetymologische Umdeutung erklärt sich wohl dadurch, dass Geier als Aasfresser in der Volkskultur von jeher schlecht beleumundet waren und als schmutzig, insbesondere aber als habgierig galten; schon das deutsche Wort „Geier“ geht auf dasselbe Wurzelwort zurück wie die „Gier“ und der „Geiz.“ Als „Pleitegeier“ wird heute indes seltener der Pleitier selbst bezeichnet, vielmehr heißt es über ihn (oder ein konkursbedrohtes Unternehmen etc.), dass über ihm die „Pleitegeier kreisen“ wie Geier über einem verendenden Tier. Im Kontext der Staatsverschuldung wird in Deutschland und Österreich zudem häufig der Bundesadler als Pleitegeier karikiert, schon im Dritten Reich soll der Reichsadler spöttisch so genannt worden sein. Auch das Pfandsiegel der Gerichtsvollziehers, auf dem dieses Hoheitszeichen prangt, soll bisweilen als Pleitegeier bezeichnet worden sein, gebräuchlicher hierfür ist aber „Kuckuck.“
Auf das späte 20. Jahrhundert datiert die pseudofranzösische Wortschöpfung „Pleitier“ (angelehnt an „Bankier“, „Rentier“ usw.) als scherz- oder boshafte Bezeichnung für einen insolventen Unternehmer.